# Gallinero de Cameros
Gallinero de Cameros is een gemeente in de Spaanse provincie en regio La Rioja met een oppervlakte van 11,17 km². Gallinero de Cameros telt 24 inwoners (1 januari 2016).

## Demografische ontwikkeling
Bron: INE, 1857-2011: volkstellingen